# 朱友璋
朱友璋（?—?），五代十国後梁皇族，初代太祖皇帝朱全忠第五子。
907年，後梁建国後，朱全忠封朱友璋为福王。娶张宗奭女。913年，朱友璋出任許州節度使、检校太保。914年，因讨伐徐州節度使蒋殷有功，任鄆州留後。好接宾客，梁文矩年轻时即游历其门下，时为秘书郎，朱友璋奏他为项城令。末帝朱友贞命朱友璋为忠武軍節度使，駐屯武寧，又辟梁文矩为从事。梁亡前卒。

## 延伸阅读
[在维基数据编辑]
 《舊五代史·卷12》，出自薛居正《舊五代史》

## 相关传记
1. ↑  《旧五代史·梁文矩传》：梁福王友璋好接宾客，文矩少游其门，初试太子校书，转秘书郎。友璋领郓州，奏为项城令，及移镇徐方，辟为从事。友璋卒，改兗州观察判官。时庄宗遣明宗袭据郓州，……

- 《旧五代史》梁书卷十二 宗室列传二：福王友璋，太祖第五子，受禅后封。
- 《新五代史》梁书卷十三 梁家人传第一：太祖二兄：曰全昱，曰存。八子：长曰友裕，次曰友珪、友璋、友贞、友雍、友徽、友孜，其一养子曰友文。开平元年五月乙酉，封友文为博王、友珪郢王、友璋福王、友贞均王、友雍贺王、友徽建王。友裕前即位卒，追封郴王，而康王友孜，末帝即位封。友璋初为寿州团练使、押左右番殿直、监丰德库，友珪时，为郓州留后，末帝时，为忠武军节度使，徙镇武宁，及友雍、友徽皆不知其所终。